# Calonge i Sant Antoni
Calonge i Sant Antoni est une commune de la comarque de Baix Empordà dans la province de Gérone en Catalogne (Espagne). La population est divisée en deux parties, une ville médiévale sur une colline (nommée Calonge ou Calonge de les Gavarres) et une autre moderne qui est une station balnéaire (appelée Sant Antoni de Calonge ou Calonge de Mar). Le centre urbain principal et le village originel sont dans les terres à quatre kilomètres de distance de la baie de Sant Antoni.
La partie moderne et côtière, principalement visitée pour les vacances est connue telle que Sant Antoni de Calonge et est située entre la Torre Valentina et Santa Maria del Mar (Sant Daniel).

## Géographie

### Hydrographie

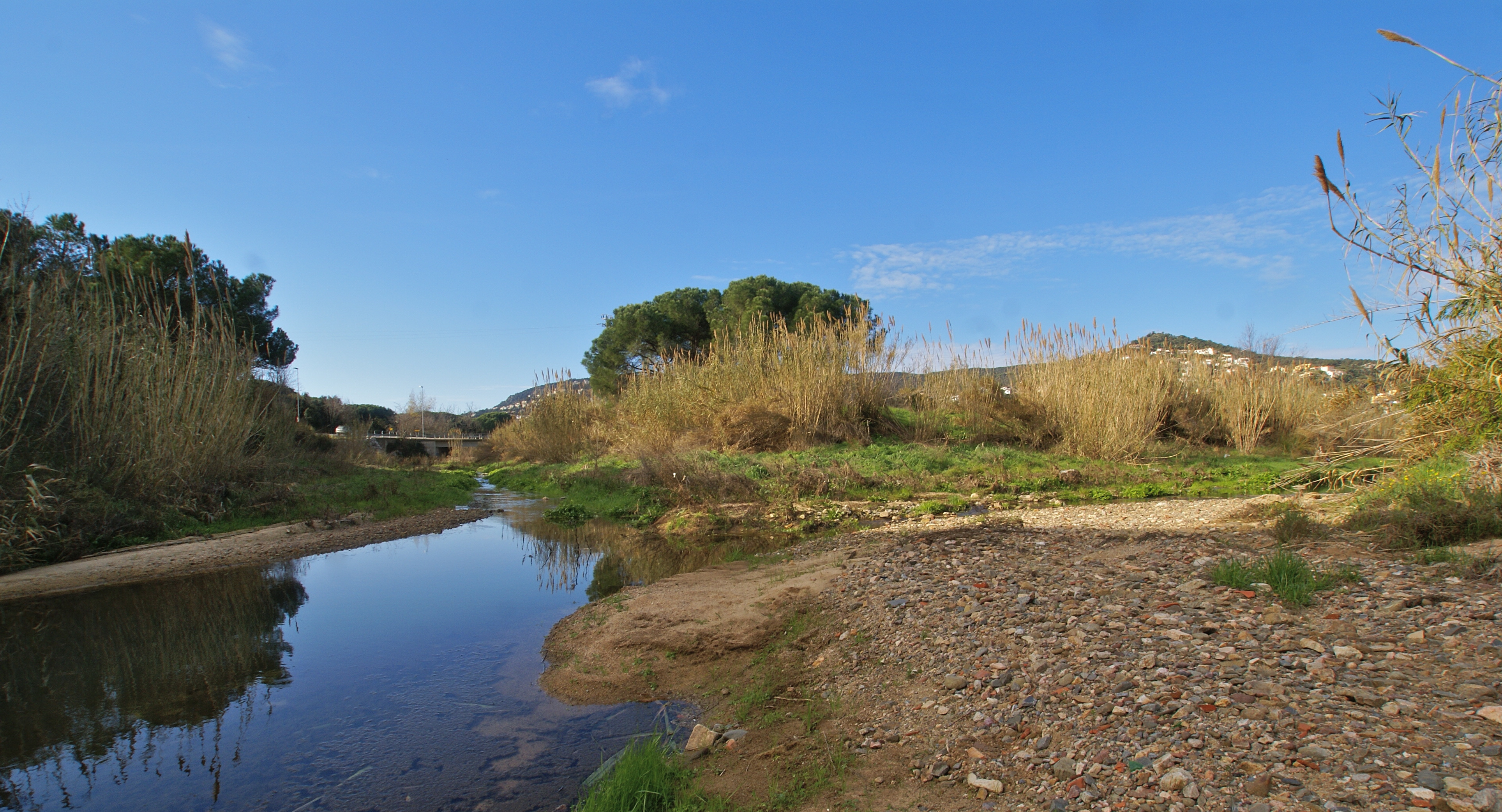
La Riera de Calonge qui naît de la confluence entre le Riera dels Molins et le Rifred

La commune de Calonge i Sant Antoni forme un amphithéâtre dans le massif des Gavarres qui se jette directement dans la Mer Méditerranéenne par un réseau de torrents et de ruisseaux. L'exploitation humaine et les besoins d'approvisionner une population qui est presque doublée en été, a fait descendre le manteau phréatique et provoqué une intrusion salée des puits en marges des ruisseaux. 

## Histoire
Le 18 décembre 2017, la commune de Calonge prend le nouveau nom de Calonge i Sant Antoni.

## Politique et administration

### Liste des maires
| Période | Période  | Identité                  | Étiquette    | Qualité |
| ------- | -------- | ------------------------- | ------------ | ------- |
| 1979    | 1983     | Diego Mediña Gamez        | Indépendants |         |
| 1983    | 1987     | Josep Rossello Pijoan     | CiU          |         |
| 1987    | 1995     | Eugeni Darnaculleta Soler | PSC          |         |
| 1995    | 2003     | Josep Rossello Pijoan     | CiU          |         |
| 2003    | 2007     | Jordi Soler Casals        | CiU          |         |
| 2007    | 2008     | Antoni Esteve i Tauler    | PSC          |         |
| 2008    | En cours | Jordi Soler Casals        | CiU          |         |

## Population et société

### Démographie
| 1497 | 1515 | 1553 | 1717 | 1787  | 1857  | 1877  | 1887  | 1900  |
| ---- | ---- | ---- | ---- | ----- | ----- | ----- | ----- | ----- |
| 95   | 106  | 118  | 822  | 1.817 | 2.998 | 3.063 | 3.157 | 3.393 |

| 1910  | 1920  | 1930  | 1940  | 1950  | 1960  | 1970  | 1981  | 1990  |
| ----- | ----- | ----- | ----- | ----- | ----- | ----- | ----- | ----- |
| 3.633 | 3.141 | 2.795 | 2.355 | 2.416 | 3.043 | 3.941 | 4.362 | 5.116 |

| 1992  | 1994  | 1996  | 1998  | 2000  | 2002  | 2004  | 2006  | 2008   |
| ----- | ----- | ----- | ----- | ----- | ----- | ----- | ----- | ------ |
| 5.150 | 5.988 | 5.832 | 6.226 | 6.783 | 7.684 | 8.757 | 9.458 | 10.428 |

| 2009   | 2010   | 2012   | - | - | - | - | - | - |
| ------ | ------ | ------ | - | - | - | - | - | - |
| 10.637 | 10.789 | 10.851 | - | - | - | - | - | - |

## Culture locale et patrimoine

### Lieux et monuments
La commune de Calonge i Sant Antoni comporte de nombreux monuments, dont certains sont classés bien culturel d'intérêt national :
- Le château de Calonge ;
- Les vestiges ibériques de Castellbarri ;
- La tour Lloreta ;
- La tour Valentine, du XVIe siècle ;
- La tour de la Creu del Castellar ;
- Vestiges de la tour du Mal Ús.

Il existe sur la commune de nombreux autres endroits notables, pour la plupart classés bien culturel d'intérêt local :
- Can Savalls, maison forte du XVIe siècle ;
- Mas Rotllant de les Roques, mas du XVIIe siècle ;
- Ca n'Oliver, maison du XVIIIe siècle ;
- Mas Molla de la Riera, maison du XVIIIe siècle ;
- Casal de Vilanova de Cabanyes, maison du XVIIe siècle, transformée au XIXe siècle ;
- Torre Roura, construction du XIXe siècle ;
- L'ancien abattoir municipal, construit en 1912 ;
- Can Canots, maison du XIXe siècle ;
- Casa Puig Domènech, maison du XXe siècle ;
- Carrer del Càcul, passage couvert dans la ville construit au XIIIe siècle ;
- Salle Fontova, édifice construit en 1900 ;
- Can Xifró, maison du XVIe siècle ;
- Can Pallimonjo, maison du XVIIe siècle ;
- Can Jofre, maison du XVIe siècle ;
- Casa Vilaseca, maison du XIXe siècle ;
- Chapelle des sœurs carmélites, construite au XIXe siècle ;
- La bibliothèque municipale Pere Caner, dont le bâtiment comprend des éléments de l'ancien hôpital du XVIIe siècle ;
- Can Vilar de sa Mutxada, maison du XVIIe siècle ;
- Casa del Senyor del Mal Ús, maison des XVe et XVIe siècles ;
- L'église paroissiale Saint-Martin, reconstruite aux XVIIIe et XXe siècles, et sa croix romane du XIVe siècle ;
- Le nouveau cimetière, créé au XIXe siècle ;
- L'ermitage de Saint-Estève, construit au XVIIe siècle ;
- L'église Saint-Antoine, construite en 1923 ;
- L'église et l'ermitage en ruines du hameau de Saint-Daniel, construits au XVIe siècle ;
- Le moulin à vent de Puig Rosell, construit au XIXe siècle ;
- La chapelle Sant Jordi de Treumal, construite en 1947 ;
- Mas Torretes, maison des XVIe et XVIIe siècles ;
- L'ermitage et ancien monastère de Santa Maria del Collet, du XIIe siècle ;
- Les vestiges de la villa romaine du Collet ;
- Le dolmen del Puig Ses Forques, du Néolithique ;
- Le menhir de Puig ses Forques, du Néolithique.

### Personnalités liées à la commune
- Ricard Viladesau (1918-2005) : musicien de cobla et compositeur, né à Calonge.